# Discursos sobre la condició dels grans. Blaise Pascal
Els tres Discursos sobre la condició dels grans (Discours sur la condition des grands) són un conjunt de dissertacions adreçades i pronunciades per Blaise Pascal al futur duc de Chevreuse, Charles-Honoré d'Albert. Sota la forma d'al·locucions de caràcter pedagògic i formatives són, també, un tractat polític. Varen ser escrits probablement a finals 1660. Aquests discursos pascalians, en plena època dels primers ministres Richelieu i Mazzarino, pretenen analitzar i desmitificar els orígens del poder dels grans del món.

## La publicació
Els textos d'aquests parlaments van ser reconstruïts i transcrits per Pierre Nicole, amic de Pascal i testimoni de l'ensenyament donat al futur duc de Chevreuse en l'ambient de Port-Royal. Nicole els va a recollir a la seva obra De l'éducation d'un prince, publicada l'any 1670.
L'exactitud de l'escrit amb la prosa de Blaise Pascal fan pensar que Nicole va fer-ho sobre unes notes preses en el moment de sentir els esmentats discursos. Tot i que, el més probable és que fos el text de Pascal facilitat pel mateix duc de Chevreuse. Sobre el qual Nicole feu retocs en consonància amb allò que es va fer en l'edició de Port-Royal dels Pensaments de Blaise Pascal.

## Els tres discursos
En un primer discurs, Pascal mostra al futur duc que la condició de la grandesa atribuïda als nobles i a altres jerarquies no es basa en el dret o les qualitats naturals. Són fruit de l'atzar i establertes pels costums i les institucions. Per tant, els grans han de tenir un "doble pensament", comportant-se externament segons el seu rang, però tenint clar internament que no són intrínsecament superiors a les altres persones. Creure que els grans tenen alguna excel·lència real per damunt dels altres és una il·lusió.
El segon discurs arrenca de l'exitància d'unes "grandeses d'institució" que depenen de la voluntat dels humans i d'unes "grandeses naturals" que són les basades en les qualitats de les persones i que es fan estimables per la seva ciència, llum d'esperit, virtuts, salut, força, etc. Devem respecte a les primeres, tot i que només siguin fruit del costum, perquè cal respectar les convencions establertes pels humans. Tanmateix cap dels grans socialment o políticament pot exigir que admirem en ell la grandesa natural si no en reuneix cap. Seria una injustícia voler vincular, exigir o confondre d'ambdues diferents maneres de grandesa.
En el seu tercer discurs, Pascal mostra quines relacions manté un dels grans amb les persones que l'envolten: són les d'un "rei de la concupiscència", que posseeix allò que les multituds desitgen. Però no ha d'esdevenir semblant a un tirà, sols ha de posar la seva voluntat a satisfer aquesta concupiscència. Cal que els grans no es comportin dominant les persones per la força i la duresa. Alhora, també, que es vol evitar els problemes que resultarien d'un qüestionament del seu rang i funció social per part del poble.  Conclou Pascal que, més enllà de tot això, el que necessitem és aspirar a aquell reialme en què tots els súbdits respiren caritat i no desitgen "sinó els béns de la caritat."

## Edició catalana
"Discursos sobre la condició dels grans" són inclosos a Pascal, Blaise. Pensaments i opuscles. Traducció de Pere Lluís Font. Martorell: Adesiara, 2021, p. 561-573.